# Delphin (U-Boot)
Der Delphin war ein deutsches Kleinst-U-Boot aus dem Zweiten Weltkrieg. Da der als Sprengboot konzipierte Delphin erst gegen Ende des Krieges entwickelt wurde, sind nur drei Boote in Dienst gestellt worden.
Die Idee für dieses Waffensystem stammte von Ernst-August Cornelius vom Institut für Maschinengestaltung der Technischen Hochschule Berlin-Charlottenburg. Die Planung erfolgte in Kooperation zwischen der TH Berlin-Charlottenburg, den Ambi-Budd-Werken und der Entwicklungsabteilung des Kommandos der Kleinkampfmittel. Das Boot verfügte über keine Tauchzellen, die Tiefensteuerung erfolgte rein dynamisch. Das Kleinst-U-Boot erreichte eine Tauchtiefe von ca. 30 Meter und war je nach Variante zwischen 5,105 m und 5,48 m lang. Die Antriebseinheit war von einem Torpedo übernommen worden, später sollten Antriebsanlagen analog den Seehund-U-Booten folgen. Der Druckkörper selbst bestand aus Blech, die aero- bzw. hydrodynamische Form kann als Vorgriff auf die spätere Albacore-Form gewertet werden. Der U-Boot-Fahrer saß, analog dem Fahrer eines Neger-Torpedos, unter einer Plexiglashaube.
Das Boot war so konstruiert, dass es mit hoher Geschwindigkeit (bis zu 18 Knoten) auf den Gegner zulaufen konnte. Kurz vor dem Aufprall sollte sich der Bootsfahrer mit einem Hebeldruck aus dem Fahrzeug schleudern, während der nun unbemannte Delphin weiter auf das Ziel zulief, um die 1200 kg Sprengladung im Bug zur Detonation zu bringen. Alternativ zur Sprengladung wurde auch mit Torpedos und Minen als Bewaffnung experimentiert.
Die Entwicklung des Delphin kam kriegsbedingt nicht über das Versuchsstadium hinaus. Von den drei gebauten Prototypen wurde einer am 18. Januar 1945 bei einer Kollision schwer beschädigt, die anderen kurz vor Kriegsende am 1. Mai 1945 in Pötenitz nahe Lübeck-Travemünde gesprengt; alle vorhandenen Unterlagen und Ersatzteile wurden vernichtet.
Modelle (Delphin II) mit einem 53,3 cm Gefechtstorpedo, oder einer TMB-Mine, die im Schlepp mitfahren sollte, wurden nicht mehr realisiert.